# Tombe B1 en B2

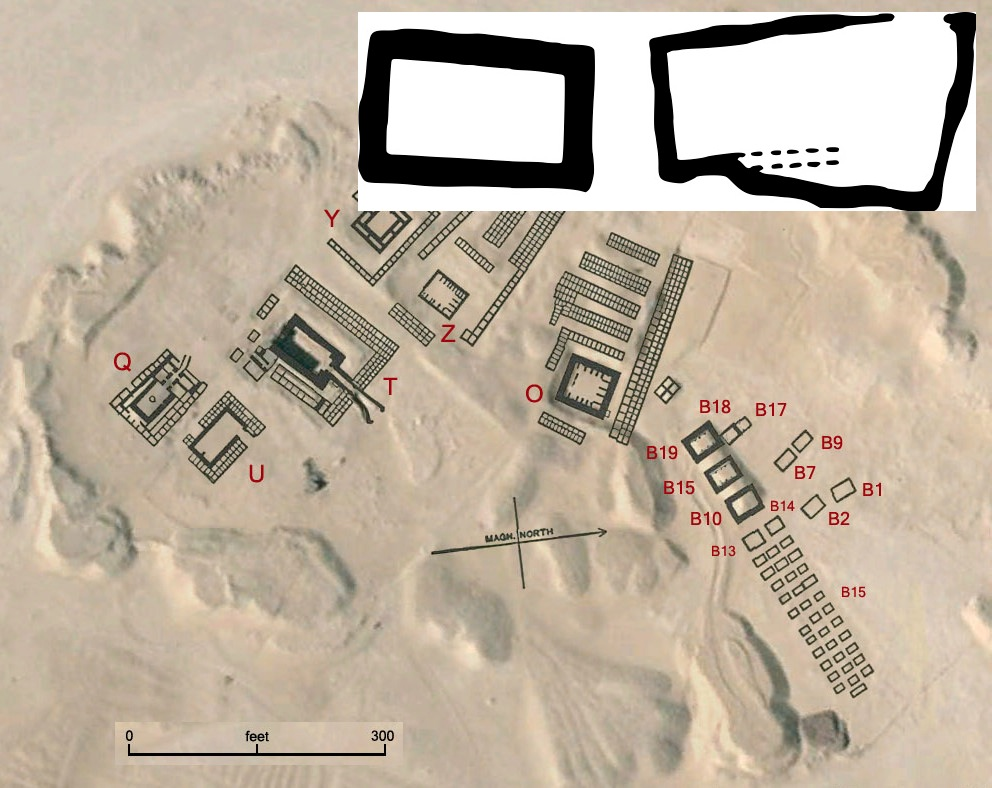
Graf van Iry-Hor

Tombe B1 en B2 is de wetenschappelijke aanduiding voor de mastaba, een type graftombe, van de farao Hor Iry in de necropolis van Umm el-Qaab.

## Locatie
De tombe is gelegen in Umm el-Qa'ab, een dorpje vlak bij de stad Abydos in Egypte en maakt deel uit van een uitgebreide begraafplaats site, een zogenaamde necropolis.

## Beschrijving
De mastaba is dubbel en bestaat uit twee kamers: B1 en B2. Kamer B1 meet 6 meter bij 3,5 meter. Kamer B2 meet 4,3 meter bij 2,45 meter. Er zijn veel fragmenten gevonden tijdens opgravingen van een Duits team. Potten en acht inscripties in inkt op zegels, fragmenten van potten met de naam van Narmer en Hor Ka, alsook fragmenten van een bed gemaakt van ivoor. Ten zuiden van B2 is een put waar geofferd werd, aangeduid met B0.